# Östra Husby
Östra Husby – miejscowość (tätort) w Szwecji, w regionie administracyjnym (län) Östergötland, w gminie Norrköping.
Według danych Szwedzkiego Urzędu Statystycznego liczba ludności wyniosła: 868 (31 grudnia 2015), 874 (31 grudnia 2018) i 887 (31 grudnia 2019).